# Рокдейл (Техас)
Рокдейл (англ. Rockdale) — місто (англ. city) в США, в окрузі Майлем штату Техас. Населення — 5323 особи (2020).

## Географія
Рокдейл розташований за координатами 30°39′16″ пн. ш. 97°0′32″ зх. д. / 30.65444° пн. ш. 97.00889° зх. д. (30.654434, -97.008980).  За даними Бюро перепису населення США в 2010 році місто мало площу 10,74 км², уся площа — суходіл.

## Демографія
Згідно з переписом 2010 року, у місті мешкало 5595 осіб у 2109 домогосподарствах у складі 1422 родин. Густота населення становила 521 особа/км².  Було 2589 помешкань (241/км²).
Расовий склад населення:
| - 72,6 % — білих - 13,4 % — чорних або афроамериканців - 0,9 % — корінних американців - 0,6 % — азіатів - 10,1 % — осіб інших рас |

До двох чи більше рас належало 2,5 %. Частка іспаномовних становила 28,2 % від усіх жителів.
За віковим діапазоном населення розподілялося таким чином: 28,6 % — особи молодші 18 років, 54,5 % — особи у віці 18—64 років, 16,9 % — особи у віці 65 років та старші. Медіана віку мешканця становила 37,0 року. На 100 осіб жіночої статі у місті припадало 87,6 чоловіків;  на 100 жінок у віці від 18 років та старших — 82,6 чоловіків також старших 18 років.
Середній дохід на одне домашнє господарство  становив 43 317 доларів США (медіана — 34 567), а середній дохід на одну сім'ю — 55 114 долари (медіана — 51 209). Медіана доходів становила 41 844 долари для чоловіків та 24 766 доларів для жінок. За межею бідності перебувало 17,4 % осіб, у тому числі 20,5 % дітей у віці до 18 років та 2,1 % осіб у віці 65 років та старших.
Цивільне працевлаштоване населення становило 2226 осіб. Основні галузі зайнятості: освіта, охорона здоров'я та соціальна допомога — 24,5 %, роздрібна торгівля — 16,9 %, транспорт — 14,6 %.